# Liriomyza langei
Liriomyza langei este o specie de muște din genul Liriomyza, familia Agromyzidae, descrisă de Frick în anul 1951. Conform Catalogue of Life specia Liriomyza langei nu are subspecii cunoscute.